# Tren de cuatro
El Tren de cuatro (TOF, train of four) es un cociente de estimulación nerviosa introducida a principios de los años setenta, y consiste en la administración de cuatro estímulos supramáximos cada 0.5 segundos (2 Hz) para medir si existe funcionamiento nervioso, sobre todo después del uso de bloqueadores neuromusculares en pacientes en los que se llevó a cabo cirugía con anestesia general.

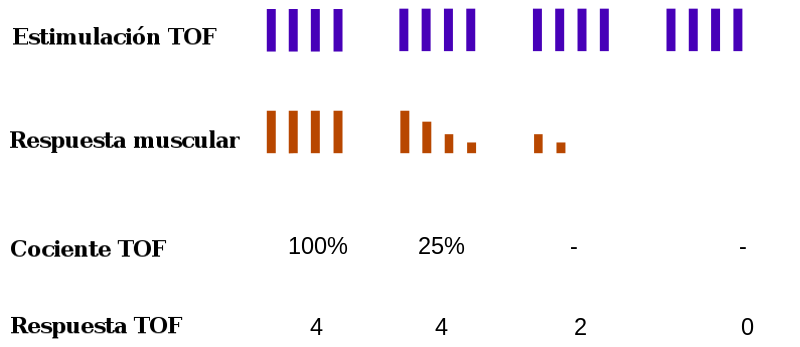
Gráfico que muestra el estímulo en tren de cuatro.

## Antecedentes
Para la evaluación de la función neuromuscular, los patrones de estimulación eléctrica utilizados habitualmente son 
- Estimulación de contracción única: Se aplican estímulos eléctricos supramáximos únicos a un nervio periférico motor a frecuencias que oscilan entre 1 Hz (uno por segundo) y 0.1 Hz (uno cada 10 seg)
- Estimulación tetánica. Consiste en la administración de estímulos eléctricos de alta frecuencia (p. ej., a 50 Hz).
- Recuento de l estímulo postetánico (RPT). Usado para cuantificar un bloqueo neuromuscular intenso de los músculos periféricos mediante la aplicación de una estimulación tetánica (50 Hz durante 5 seg) y observando la respuesta postetánica a la estimulación de contracción única a 1 Hz comenzando 3 seg después del final de la estimulación tetánica
- La estimulación de doble ráfaga. La estimulación de doble ráfaga consiste en dos descargas breves de estimulación tetánica a 50 Hz separadas por 750 ms.
- Por último, el estímulo TOF.[1]

La función neuromuscular se monitoriza mediante la evaluación de la respuesta muscular a la estimulación supramáxima de un nervio periférico motor. Pueden emplearse dos tipos de estimulación: eléctrica y magnética. La estimulación eléctrica del nervio es, con diferencia, el método empleado con más frecuencia en la práctica clínica. Teóricamente, la estimulación nerviosa magnética tiene varias ventajas sobre la estimulación nerviosa eléctrica. Es menos dolorosa y no requiere un contacto físico con el organismo. Sin embargo, el equipo es voluminoso y pesado, no puede utilizarse la estimulación mediante tren de cuatro y resulta difícil obtener con este método una estimulación supramáxima. Por consiguiente, se emplea en raras ocasiones en anestesia clínica.

## Estimulación supramáxima
La reacción de una fibra muscular aislada a un estímulo sigue la regla de todo o nada. Como contraste, la fuerza de contracción muscular total depende del número de fibras musculares activadas. Si un nervio es estimulado con intensidad suficiente, reaccionarán todas las fibras inervadas por dicho nervio y se desencadenará la respuesta máxima. Tras la administración de un bloqueador neuromuscular, la respuesta del músculo disminuye en paralelo con el número de fibras bloqueadas. La reducción de la respuesta durante la estimulación constante refleja el grado de bloqueo neuromuscular.
Para que tengan efecto los principios precedentes, la estimulación debe ser realmente máxima durante todo el período de monitorización; por consiguiente, el estímulo eléctrico aplicado suele ser al menos del 15-20% por encima del necesario para una respuesta máxima. Por esta razón se dice que el estímulo es supramáximo; no obstante, la estimulación eléctrica supramáxima puede ser dolorosa, lo cual no es preocupante durante la anestesia aunque en la recuperación el paciente puede estar lo suficientemente despierto como para experimentar las molestias de la estimulación nerviosa. Por consiguiente, algunos investigadores invocan la estimulación con corriente submáxima durante la recuperación. Aunque varias investigaciones indican que la exploración de la función neuromuscular puede realizarse en el postoperatorio de forma fiable utilizando estimulación submáxima, la fiabilidad de semejante monitorización a corrientes bajas es inaceptable.

## Descripción
Cuando se emplea continuamente, cada conjunto (tren) de cuatro estímulos se suele repetir cada 10 o 20 s. Cada estímulo del tren causa una contracción muscular y el «desvanecimiento» de la respuesta suministra la base para la evaluación. Es decir, la proporción TOF se obtiene dividiendo la amplitud de la cuarta respuesta por la amplitud de la primera. De forma ideal, en la respuesta control (la cual se obtiene antes de la administración de un bloqueador neuromuscular) las cuatro respuestas son iguales: la proporción TOF es 1. Durante un bloqueo no despolarizante parcial, la proporción disminuye (se desvanece) y es inversamente proporcional al grado de bloqueo. Durante un bloqueo despolarizante parcial no se produce un desvanecimiento o amortiguación de la respuesta TOF. De forma ideal, la proporción TOF es aproximadamente de 1. Una amortiguación de la respuesta TOF tras la inyección de succinilcolina significa el desarrollo de un bloqueo de fase II.

## Ventajas del Tren de cuatro
Las ventajas de la estimulación TOF son más aparentes durante el bloqueo neuromuscular no despolarizante, porque el grado de bloqueo puede leerse directamente de la respuesta TOF, aunque se carezca de un valor preoperatorio. Además, la estimulación TOF ofrece algunas ventajas sobre la estimulación de doble ráfaga y la estimulación tetánica; es menos dolorosa y, a diferencia del estímulo tetánico, no suele influir sobre el control posterior del grado de bloqueo neuromuscular.

## Desventajas del Tren de cuatro
La relación del tren de cuatro utilizada habitualmente para evaluar la función neuromuscular en pacientes anestesiados es poco fiable. La medición de la proporción de TOF es una valoración subjetiva que a menudo resulta engañosa cuando se realiza solo mediante el tacto o la observación a simple vista. Un descenso en esta proporción puede no detectarse hasta que no alcanza valores de 0.4 o 0.5, mientras que pueden persistir signos y síntomas de debilidad muscular con proporciones de 0.7. La función de los músculos faríngeos no se recupera hasta que la proporción de TOF del aductor del pulgar es superior a 0.9.
Desde 1968 se han utilizado estímulos de tren de cuatro a 4 Hz para evaluar el progreso y el tratamiento de pacientes con miastenia gravis. La evidencia obtenida en animales experimentales y humanos indica que durante la estimulación nerviosa repetitiva hay una disminución progresiva en la cantidad de acetilcolina liberada de las terminaciones nerviosas motoras, una disminución reflejada en una disminución progresiva en el tamaño de los potenciales de la placa terminal.

## Instrumentos
Existen en el mercado instrumentos que ayudan a los anestesiólogos a monitorizar la transmisión neuromuscular durante la cirugía o en la unidad de cuidados intensivos por medio de la aceleromiografía. También pueden usarse como estimuladores de nervio periféricoy para localizar los nervios para la anestesia loco-regional. Uno de estos aparatos es el TOF-Watch®, de Organon, que debe ser operado por personal médico capacitado.